# Hala impigra
Hala impigra là một loài nhện trong họ Pisauridae.
Loài này thuộc chi Hala. Hala impigra được Rudy Jocqué miêu tả năm 1994.